# Catherine Frot
Catherine Frot (París, Francia, 1 de mayo de 1957) es una actriz francesa.

## Biografía
Hija de un ingeniero y una profesora de matemáticas. De vocación precoz, con especial sensibilidad para la comedia, sigue desde los catorce años los cursos del Conservatoire de Versailles, continuando a paralelamente en la escuela. En 1974 entra en la École de la Rue Blanche y más tarde en el Conservatoire National Supérieur d'Art Dramatique. En esa época cuando cofunda la Compagnie du Chapeau Rouge, muy destacada en el Festival de Aviñón off en 1975. Es por lo tanto, en el teatro donde va a consagrarse generalmente, con culminación en el papel de Presidenta de Tourvel en una adaptación de la novela Las amistades peligrosas puesta en escena por Gérard Vergez (1987). En teatro, interpreta otros numerosos clásicos: El jardín de los cerezos y La gaviota de Chéjov, respectivamente puestos en escena por Peter Brook en 1982 y Pierre Pradinas en 1985, o también John Gabriel Borkman de Ibsen, dirigido por Luc Bondy en 1993, y creaciones como C'était comment déjà ? de Jean Bouchot, que le merecerá el Premio de la Crítica Teatral en 1983.
En 2015 personificó a la baronesa Marguerite Dumont en la cinta de Xavier Giannoli Marguerite, personaje inspirado en la vida de la cantante de ópera Florence Foster Jenkins: al igual que en el caso de la millonaria estadounidense, la baronesa interpretada por Frost no posee ningún talento musical. Desde su estreno, publicaciones francesas como Le Nouvel Observateur catalogaron a éste como "su más bello papel".

## Teatro
- 1979: L'homme aux valises de Ionesco, puesta en escena de Jacques Mauclair.
- 1980: C'était comment déjà puesta en escena por Jean Bouchaud - Premio de la Crítica.
- 1981: La Cerisaie de Chejov, puesta en escena de Peter Brook en Bouffes du Nord.
- 1982: Gevrey-Chambertin par le Chapeau Rouge, puesta en escena de Pierre Pradinas.
- 1985: La Mouette de Chejov, puesta en escena de Pierre Pradinas.
- 1987: Les liaisons dangereuses a partir de Choderlos de Laclos, puesta en escena de Gérard Vergez.
- 1989: Faut pas tuer maman de Charlotte Keatley, puesta en escena de Michel Fagadau.
- 1990: La Tanière de Botho Strauss, puesta en escena de André Steiger.
- 1993: John Gabriel Borkman de Ibsen, puesta en escena de Luc Bondy en el Théâtre de l'Odéon.
- 1994: Passions secrètes de Jacques-Pierre Amette, puesta en escena de Patrice Kerbrat.
- 1995: Un Air de Famille de Jean-Pierre Bacri et Agnès Jaoui, puesta en escena de Stephan Meldegg - Molière al Mejor Papel Femenino Secundario.
- 2000: Dîner entre amis puesta en escena de Michel Fagadau - Nominación Molière por la Mejor Actriz.
- 2001: Trois versions de la vie puesta en escena de P. Kerbrat
- 2006: Si tu mourais de Florian Zeller, puesta en escena de Michel Fagadau.

## Filmografía
- 1980: Mon oncle d'Amérique, de Alain Resnais.
- 1980: Psy, de Philippe de Broca.
- 1981: Quand tu seras débloqué, fais-moi signe! / Les Babas Cool, de François Leterrier.
- 1985: Elsa, Elsa, de Didier Haudepin.
- 1986: Escalier C, de Jean-Charles Tacchella.
- 1990: Chambre à part, de Jacky Cukier.
- 1991: Sushi Sushi, de Laurent Perrin.
- 1996: Como en las mejores familias de Cédric Klapisch.
- 1997: Ça reste entre nous, de Martin Lamotte.
- 1998: Paparazzi, de Alain Berbérian.
- 1998: La cena de los idiotas, de Francis Veber.
- 1999: La nueva Eva, de Catherine Corsini.
- 1999: La Dilettante, de Pascal Thomas.
- 2000: Inséparables, de M. Couvelard.
- 2001: Caos, de Coline Serreau.
- 2002-2003: Après la vie/Después de la vida/Trilogy: Three, de Lucas Belvaux.
- 2003: 7 años de matrimonio, de Didier Bourdon.
- 2002-2003: Cavale/Escapando/Trilogy: One, de Lucas Belvaux.
- 2003: Chouchou, de Merzak Allouache.
- 2002-2003: Un couple épatant/Una pareja perfecta/Trilogy: Two, de Lucas Belvaux.
- 2004: Éros thérapie  de Danièle Dubroux.
- 2004: Una víbora en el puño, de Philippe de Broca.
- 2004: Mi hermana y yo, de Alexandra Leclère.
- 2005: Tenemos un problema gordo, de Gérard Jugnot.
- 2005: La desaparición de Madame Rose, de Pascal Thomas.
- 2006: Le passager de l'été, de Florence Moncorgé-Gabin.
- 2006: La última nota, de Denis Dercourt.
- 2007: Odette, una comedia sobre la felicidad, de Éric-Emmanuel Schmitt.
- 2012: Les saveurs du Palais, de Christian Vincent.
- 2015: Marguerite, de Xavier Giannoli.
- 2017: "Sage-femme", de Martin Provost.

## Cortometrajes
- 1982: Si je réponds pas, c'est que je suis mort de Christine Van de Putte.
- 1982: Les Atours de l'oeil foudre de Magali Cerda.
- 1982: La Nuit du lac de Sébastien Grall.
- 1985: Mélodie pour un cafard de Dominique Zay.
- 1987: La Voix du désert de Jean-Michel Roux.
- 1994: Une femme dans l’ennui de Michel Couvelard.
- 1998: Il suffirait d’un pont de Solveig Dommartin.

## Televisión
- 1993: Ma petite Mimi de Roger Kahane (Mimi).
- Les Charmes de l'Eté de Robert Mazoyer.
- Un homme de Robert Mazoyer.
- Orphée de Claude Santelli.
- Sa dernière lettre de Serge Meynard.

- 1999: Dessine-moi un jouet d'Hervé Baslé.
- 2006: L'Affaire Christian Ranucci: Le combat d'une mère de Denys Granier-Deferre.

## Premios y nominaciones
- 1987: nominada al César a la mejor actriz secundaria por Escalier C.
- 1995: Molière a la mejor actriz scundaria por Como en las mejores familias (teatro) (en teatro).
- 1997: César a la mejor actriz secundaria por Como en las mejores familias (en cine).
- 1999: Festival international de Moscou: Silver St. George a la mejor actriz por La Dilettante.
- 2007: Nominada al César a la mejor actriz por La última nota.
- 2007: Nominada al Molière a la mejor actriz.